# Club Deportivo Basconia
El Club Deportivo Basconia es un club de fútbol español perteneciente al municipio de Basauri (Vizcaya). Fue fundado el 14 de marzo de 1913 y juega actualmente en el Grupo II de la Segunda División RFEF. Desde 1997 es el segundo equipo filial del Athletic Club.
Según la normativa, al ser un equipo filial debe jugar, al menos, en una categoría inferior a la del primer filial (Bilbao Athletic). De no ser por dicha norma, habría ascendido a Segunda División B en 1998. La media de la edad de la plantilla es de 18-19 años. Por otro lado, como equipo filial, no le está permitido participar en la Copa del Rey. Además, el Basconia también cuenta con su propio equipo filial, el Club Deportivo Basconia "B", que milita en la Territorial Preferente de Vizcaya.

## Historia
El Club Deportivo Basconia fue fundado en 1913 en la ciudad de Basauri, perteneciente a la comarca del Gran Bilbao. El club es uno de los históricos del fútbol vizcaíno y debe su nombre a la empresa siderometalúrgica La Basconia, hoy en día ya desaparecida y que fue fundada en 1892. La Basconia fue durante buena parte del siglo XX el principal motor económico de Basauri y la responsable de convertir un pequeño pueblo rural en una ciudad industrial de 50.000 habitantes. Basconia es a su vez una variante del nombre Vasconia.
El club de fútbol basauritarra tuvo su época dorada a finales de los años 50, cuando logró ascender a Segunda División y mantenerse en la categoría de forma ininterrumpida entre 1957 y 1963. En la temporada 1961-62, con un joven José Ángel Iribar como portero, consiguieron eliminar al Atlético de Madrid en la Copa. En 1976 llegó al banquillo un novato Javier Clemente. El técnico dirigió al equipo durante dos temporadas, la segunda de ellas en la recién creada Segunda División B, que supuso el descenso a Tercera División. El equipo volvió a descender en 1979 a categoría regional, donde permaneció dos temporadas. Tras permanecer seis temporadas en Tercera División, el equipo regresó a la Segunda División B entre 1987 y 1994. Desde entonces, militó en Tercera División.

### Filial del Athletic Club
En junio de 1997, el Basconia llegó a un acuerdo con el Athletic Club y se convirtió en su segundo equipo filial después del Bilbao Athletic. Así, la plantilla cambió radicalmente pasando a estar formada por jugadores muy jóvenes, muchos de ellos en edad juvenil. José Luis Mendilibar se hizo cargo del Basconia para la temporada 1997-1998. No pudieron ir mejor las cosas, ya que el equipo acabó campeón de su grupo de Tercera División y disputó la fase de ascenso, donde deportivamente consiguió el ascenso, pero no pudo ser efectivo al estar ya el Bilbao Athletic en Segunda B. Esa temporada destacaron, especialmente, Fran Yeste y David Karanka en el apartado goleador y Dani Aranzubia.
La campaña 2002-03 fue también muy exitosa, con Edorta Murua como técnico, finalizando en primera posición y segundos en el grupo de play-offs de ascenso. En la liguilla de ascenso, acabaron segundos tras el Recreación riojano. En esta campaña brilló Igor Angulo, que llegó a debutar con el primer equipo sin haber pasado por el Bilbao Athletic. Desde entonces, el equipo se ha clasificado varias veces entre los cuatro primeros (2003-04, 2005-06, 2013-14 y 2019-20). En dichas campañas jugaron futbolistas de la talla de Fernando Llorente, Fernando Amorebieta, Markel Susaeta, Beñat, Álex Remiro, Yeray, Villalibre o Iñaki Williams.
En 2025 se confirmó su ascenso a Segunda RFEF.

## Uniforme
- Uniforme titular: Camiseta de rayas verticales negras y amarillas, pantalón negro y medias gualdinegras.
- Uniforme alternativa: Camiseta blanca, pantalón blanco y medias blancas.

## Estadio
El Basconia jugaba hasta 2007 en el Estadio Pedro López Cortázar, popularmente conocido como Basozelai, con capacidad para 8500 espectadores (de pie).
Desde la temporada 2007-08, juega en el campo municipal de Artunduaga (100 x 64) que está rodeado de una pista de atletismo.

## Datos del club
- Temporadas en 1.ª: 0
- Temporadas en 2.ª: 6
- Temporadas en 2ªB: 8
- Temporadas en 3.ª: 54
- Temporadas en 3ª RFEF: 1
- Mejor puesto en la Liga: 5.º (Segunda División 1958-59)
- Peor puesto en la Liga: 20.º (Tercera División 1978-79)
- Jugadores destacables: 
  - Porterosː Dani Aranzubia, Kepa Arrizabalaga, Aitor Fernández, Raúl Fernández, Iago Herrerín, Gorka Iraizoz, José Ángel Iribar, Álex Remiro, Unai Simón.
  - Defensasː Fernando Amorebieta, Anaitz Arbilla, Unai Bilbao, Eneko Bóveda, Unai Bustinza,  Borja Ekiza, Luis María Etxeberria, Óscar Gil, Andoni Iraola, Iñigo Lekue, Aymeric Laporte, Unai Medina, Unai Núñez, Isaac Oceja, Gorka Pérez, Luis Prieto, Jonás Ramalho, Fco. Javier Tarantino, Ustaritz, Daniel Vivian, Yeray.
  - Centrocampistasː Ager Aketxe, Iker Begoña, Beñat Etxebarria, Iñigo Córdoba, Iñigo Eguaras, Javier Eraso, Jonan García, Joseba Garmendia, Carlos Gurpegui, Ander Iturraspe, Simón Lecue, Unai López, Aritz López-Garai, Mikel Martins, Álvaro Peña, Iñigo Pérez, Mikel Rico, Eneko Romo, Aritz Solabarrieta, Markel Susaeta, Eder Vilarchao, Fran Yeste.
  - Delanterosː Igor Angulo, José Argoitia, Joseba Arriaga, Mikel Arruabarrena, Gorka Azkorra, David de Paula, Iñaki Goikoetxea, Iker Guarrotxena, Gorka Guruzeta, David Karanka, Ander Lafuente, Jesús Larraza, Enrique Larrinaga, Fernando Llorente, Sergio Mendiguchía, Luis María Otiñano, José Luis Pérez Álvarez, Sabin Merino, Jon Morcillo, Gorka Santamaría, Ion Vélez, Asier Villalibre, Ander Vitoria, Iñaki Williams.
- Entrenadores destacables: Javier Clemente (1976-1978), José Luis Mendilibar (1997-99 y 2000-01), Peio Aguirreoa (2006-12) Joseba Etxeberria (2016-17).

## Palmarés
- Campeonato de España de Aficionados (1): 1951.
- Tercera División de España (4): 1956-57 (Gr. III), 1984-85 (Gr. III), 1997-98 (Gr. IV) y 2002-03 (Gr. IV).

### Trofeos amistosos
- Trofeo Ategorri: (2) 1975, 1987, 2013 (como CD Basconia B).